# Leveraged buyout
Um leveraged buyout (LBO), também conhecido como highly-leveraged transaction, refere-se a uma transação onde um se adquire o controle acionário de empresa e uma parcela signifcativa do pagamento é financiado através de dívida.
Esta estratégia normalmente passa por criar um veículo (empresa) com relativamente pouco capital que procede à compra da empresa alvo endividando-se pelo montante da compra. De seguida, após a aquisição, o veículo e a empresa alvo são fundidos numa só empresa, pelo que na prática a empresa adquirida acaba por assumir a dívida usada para a comprar, e o investimento total dos compradores, muitas vezes firmas de Private Equity, se resume ao capital do veículo, um montante muito inferior ao custo da compra da empresa alvo; são usuais rácios de 30% equity/70% dívida, mas na prática esta distribuição pode chegar até próxima de 0% equity/100% dívida.
Leveraged buyout (ou LBO, ou highly-leveraged transaction (HLT), ou "bootstrap" transaction) ocorre quando um patrocinador financeiro adquire o controle acionário de uma empresa e onde uma significante porcentagem do preço de compra é financiado através de alavancagem (empréstimo). Os ativos da empresa adquirida são usados como colateral para garantir o pagamento do capital emprestado. Os bônus ou outros papéis emitidos para as Leveraged BuyOuts são comumente considerados como papéis Não-Graduados de investimento, por causa dos riscos significantes envolvidos.
Empresas de todos os tamanhos e indústrias têm sido alvo de transações de Leveraged BuyOut. Entretanto, por causa da importância da dívida e da capacidade da firma adquirida para fazer os pagamentos do empréstimo regularmente, até o término da operação de Leveraged BuyOut, algumas características da firma-alvo potencial buscam cadidatas a Leverage BuyOut mais atrativas, incluindo:
- Existência de baixo carregamento de débito;
- Um histórico multi-anual de fluxos de caixas estáveis e recorrentes;
- Ativos tangíveis (propriedades, plantas e equipamentos, estoques, recebíveis, etc.) que sejam usados como colateral por baixo custo, assegurando assim o débito;
- Um potencial para um novo gerenciamento operacional ou outros improvisos, para a firma impulsionar o fluxo de caixa;
- Condições de mercado e percepções que abatam a valoração ou preço das ações...

## Algumas firmas famosas neste campo
- Apollo Management
- Bain Capital
- Blackstone Group
- Carlyle Group
- Goldman Sachs Capital Partners
- Hellman & Friedma
- Kohlberg Kravis Roberts
- Providence Equity Partners
- Silver Lake Partners
- Thomas H. Lee Partners
- TPG Capital, L.P.
- Warburg Pincus

## Exemplos de firmas europeias
- 3i
- Apax Partners
- AXA Private Equity
- Barclays Private Equity
- BC Partners
- Candover
- Cinven
- CVC Capital Partners
- PAI Partners
- Permira
- Terra Firma Capital Partners